# Frontera entre Grecia y Macedonia del Norte
La frontera entre Grecia y Macedonia del Norte es la frontera internacional entre Grecia, estado miembro de la Unión Europea e integrado en el espacio Schengen y Macedonia del Norte. Es la única frontera griega que nunca ha sido discutida o variada. También es una de las fronteras externas de la Unión Europea.

## Trazado
La frontera entre Grecia y Macedonia del Norte, totalmente terrestre, se extiende de oeste a este del lago Prespa, donde se une en la frontera entre Grecia y Albania en un punto llamado Triethnes ("tres naciones") para encontrarse con la frontera entre Grecia y Bulgaria. Es casi completamente montañosa, excepto al nivel del valle del Axios/Vardar y la meseta de Pelagònia. Esta meseta está dividida entre los dos países que también comparten las dos principales ciudades: Florina en Grecia y Bitola en Macedonia del Norte. Separa la región griega de Macedonia Central de las regiones macedonias de Pelagonia, Vardar y Sudeste.

## Historia

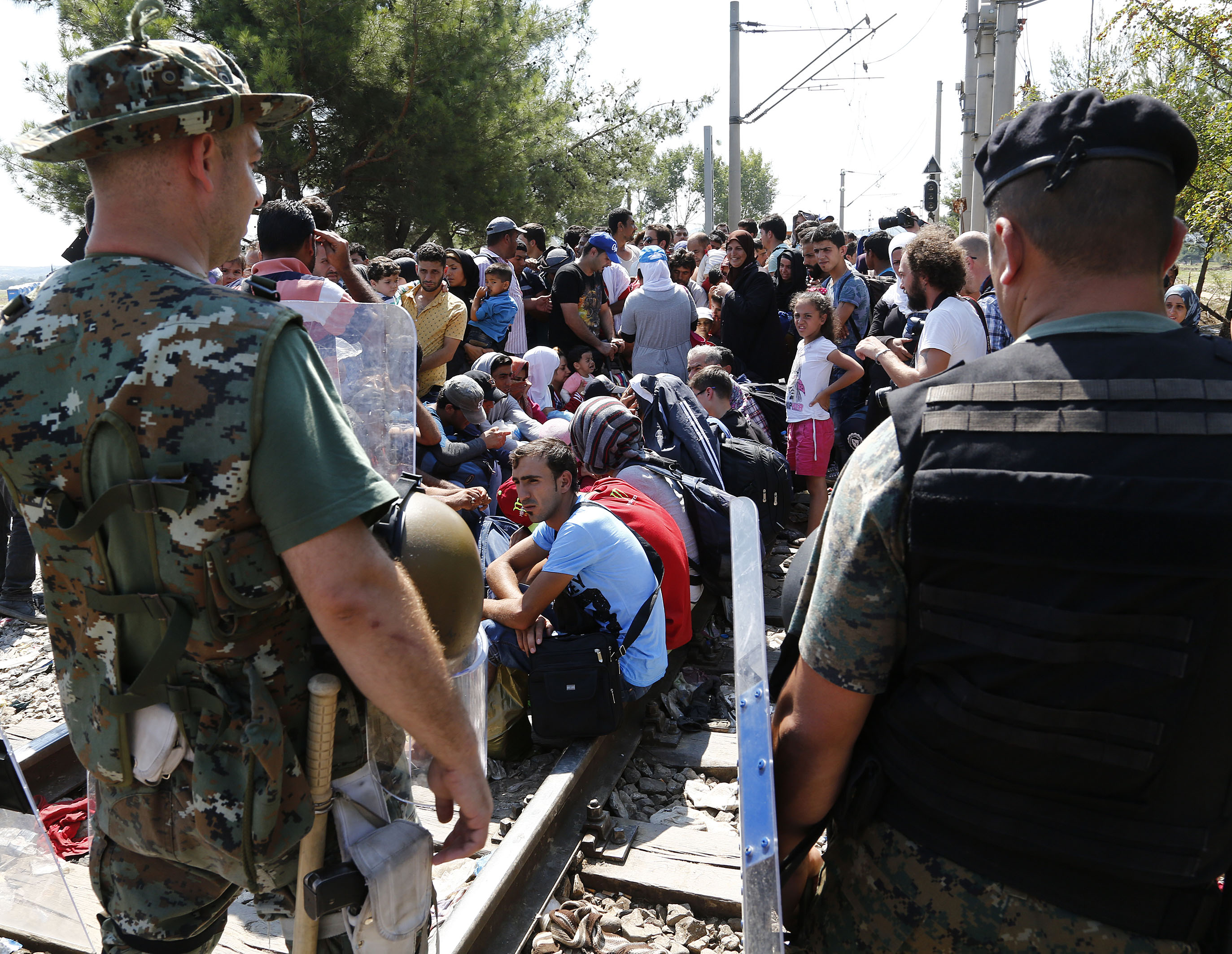
Soldados normacedonios en la frontera.

Hasta las guerras balcánicas, Grecia solo tenía fronteras con el Imperio otomano. Como resultado de estos conflictos, la frontera se estableció entre los aliados griegos y serbios. La frontera entonces separó posteriormente Grecia y la República Federativa Socialista de Yugoslavia y, después de 1992, Grecia y Macedonia del Norte. Sin embargo, nunca ha sido cuestionada.
Esta frontera ha jugado un papel importante en la crisis de los refugiados en Europa del 2015, puesto que se encuentra a la ruta de los Balcanes Occidentales. Debido a la fuerte afluencia de refugiados al país, el 29 de noviembre de 2015, el ejército normacedonio empezó la construcción de una valla fronteriza de tres metros de altura en partes de la frontera con Grecia. Desde finales de noviembre de 2015 se han producido repetidas enfrentamientos violentos entre los refugiados y los órganos de seguridad normacedonios.